# Група туй західних (7 екз.)
Гру́па туй за́хідних (7 екз.) — ботанічна пам'ятка природи місцевого значення в Україні. Розташована в межах міста Дрогобича Львівської області, на вулиці Т. Шевченка, у сквері між педуніверситетом і філармонією (довкола пам'ятника А. Міцкевичу). 
Площа 0,08 га. Статус надано 1984 року. Перебуває у віданні Дрогобицького педуніверситету. 
Статус надано з метою збереження семи екземплярів туї західної.
- Поруч розташована ботанічна пам'ятка природи — Група тисів (4 екз.).

## Галерея

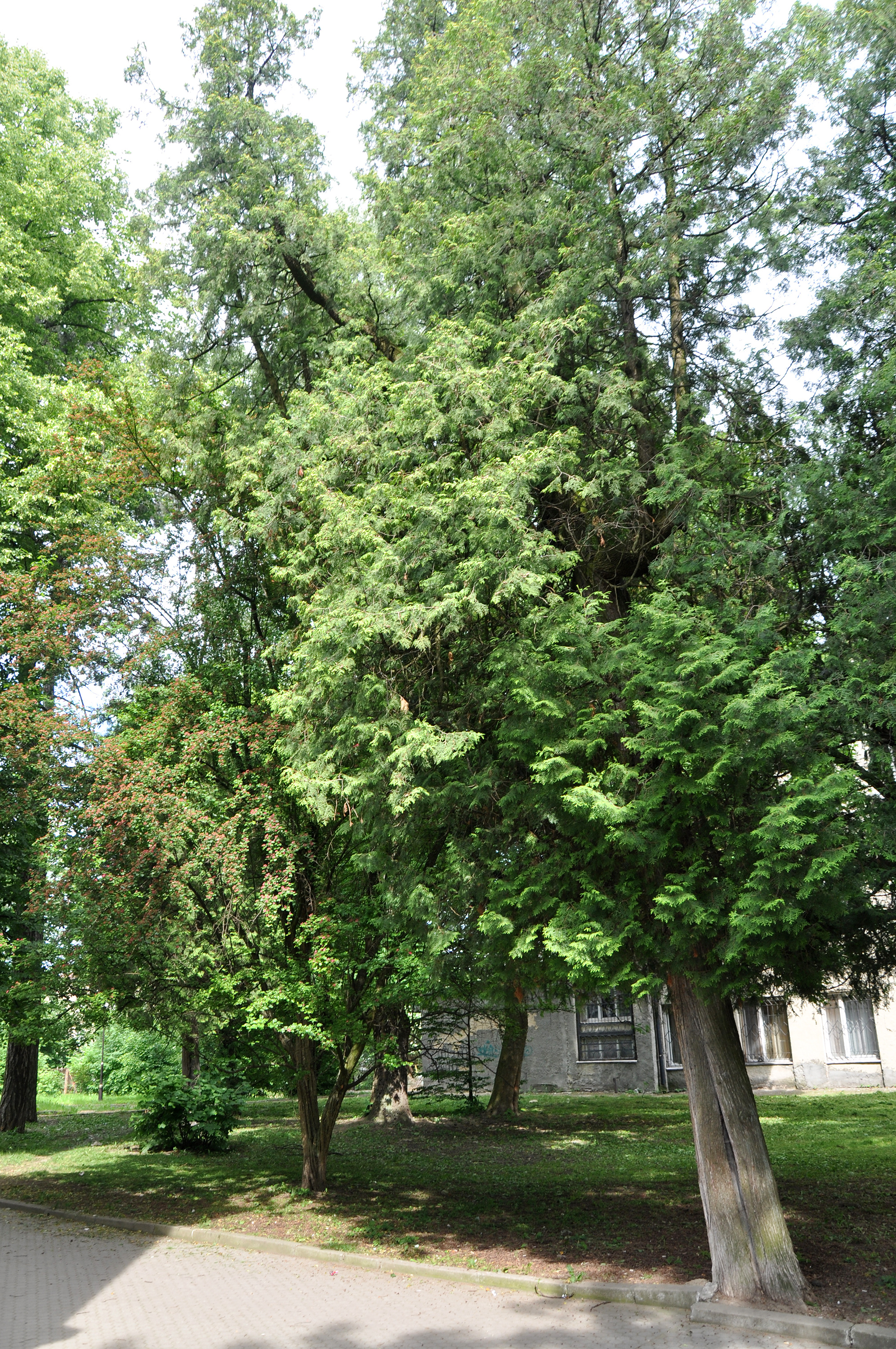
Одна з туй біля пам'ятника А. Міцкевичу
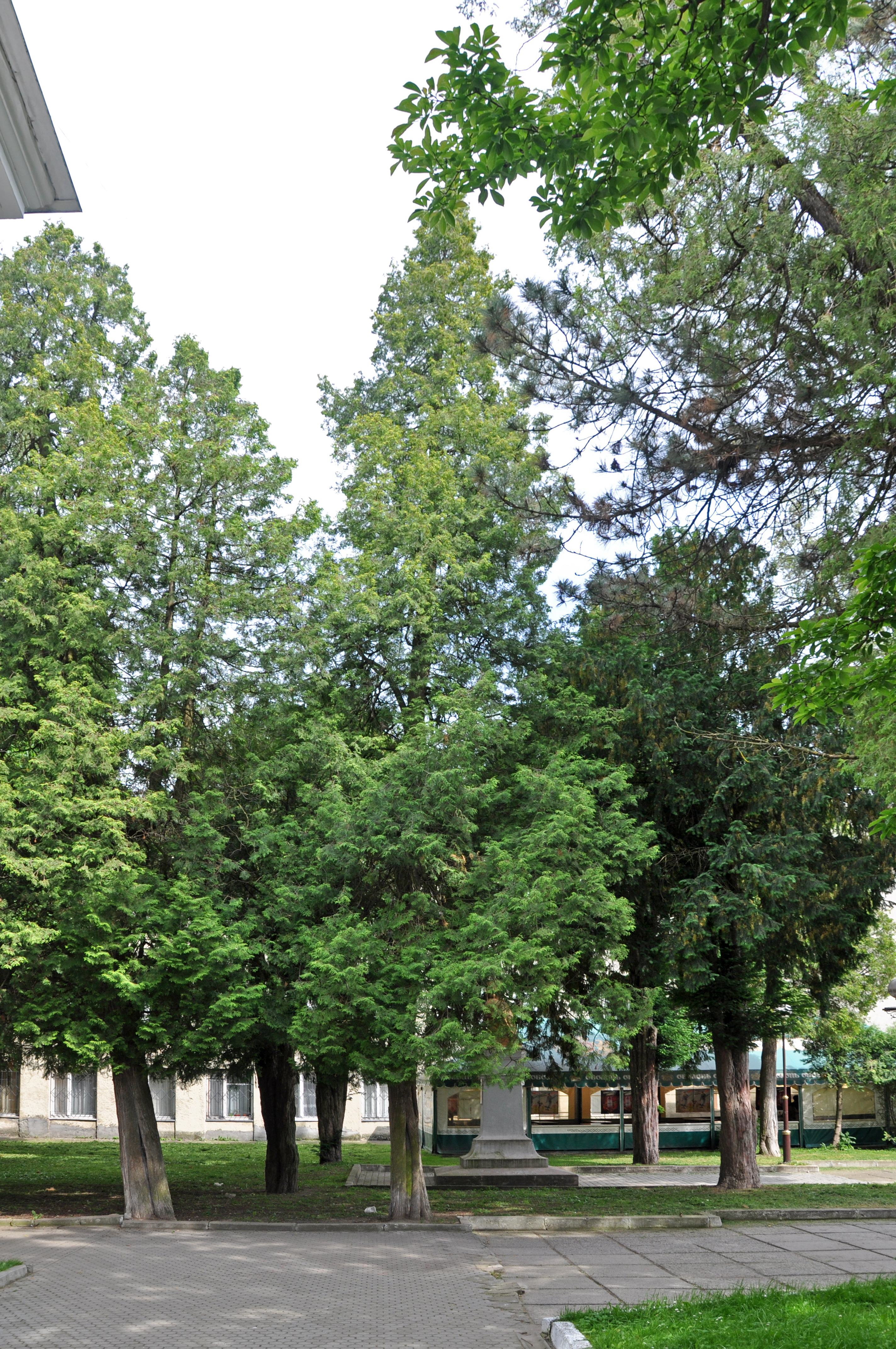
Група туй західних